# Sneeuwspringer
De sneeuwspringer of sneeuwvlo (Boreus hyemalis) is een insect uit de orde van de schorpioenvliegen (Mecoptera) en de familie sneeuwvlooien (Boreidae). De wetenschappelijke naam van de soort werd in 1767 als Panorpa hyemalis gepubliceerd door Carl Linnaeus.

## Beschrijving
Het diertje wordt zo'n 4 millimeter groot. De grondkleur is zwart met groene metaalglans; pas ontpopte exemplaren zijn echter lichtgekleurd. De "snavel" is bruin. De legboor bij het wijfje is oranjegeel met een bruine punt. De vleugels van het mannetje bestaan uit vier naar boven stekende gekromde vleugelstompjes. Ze kunnen er niet mee vliegen maar de stompjes worden gebruikt tijdens de paring. Het mannetje grijpt daarmee van onderaf het vrouwtje. Ook het vrouwtje heeft gedegenereerde vleugels, maar hier zijn alleen twee schubben over.
Het diertje kan achter elkaar enkele sprongen maken van tot 20 centimeter. Hierdoor heeft het in de verte wat van een sprinkhaan. Het maken van deze sprongen stelt het in staat om stukken losse sneeuw over te steken. De dieren zijn actief bij een voorkeurstemperatuur van zo'n 10°C. Op zonnige dagen is nog activiteit waargenomen bij -1 tot -2°C.

## Levenscyclus
De sneeuwspringer is in de winter actief, van oktober tot maart, en plant zich ook in de winter voort. Enkele dagen na de ontpopping vindt de paring plaats, die enkele dagen kan duren. Het vrouwtje legt ongeveer tien eitjes bij mossen. In april kruipen de larven uit. Zij leven vooral onder de grond en voeden zich met de rizoïden van mossen. Op hete zomerdagen worden ze tot 20 centimeter diepte gevonden. Hun voorkeurstemperatuur is 33°C. De ontwikkelingscyclus duurt meestal twee jaar, maar in gunstige omstandigheden een jaar. Net als de larve voedt de imago zich met mossen, maar ook met dierlijke resten.

## Voorkomen
De sneeuwspringer komt voor in delen van Europa, met het westen en Roemenië als meest oostelijke vindplaats. In Nederland en België is de soort zeldzaam.